# Alexandre Gama
Alexandre Gama (* 4. Januar 1968 in Rio de Janeiro) ist ein brasilianischer Fußballtrainer und ehemaliger Fußballspieler.

## Karriere

### Spieler
Alexandre Gama stand als Spieler bei den brasilianischen Vereinen Fluminense Rio de Janeiro, América FC und São José EC unter Vertrag.

### Trainer
Alexandre Gama begann seine Trainerlaufbahn im Jahr 2002. Hier stand er als Jugend- und Co-Trainer bei seinem ehemaligen Verein Fluminense Rio de Janeiro unter Vertrag. Über die brasilianischen Stationen AA Internacional und nochmals Fluminense Rio de Janeiro (U20) ging er 2006 in die Vereinigten Arabischen Emirate. Hier stand er als Trainer vom Erstligisten al-Wahda an der Seitenlinie. Mitte 2008 kehrte er nach Brasilien zurück, wo er beim Macaé Esporte FC und dem Volta Redonda FC unter Vertrag stand. 2009 zog es ihn nach Asien, wo er in Südkorea den Posten des Co-Trainers beim Erstligisten Gyeongnam FC übernahm. Das Fußballfranchise aus Changwon spielte in der ersten Liga. Nach zwei Jahren wechselte er zum Südkoreanischen Fußballverband, wo er Co-Trainer der A-Nationalmannschaft unter dem Südkoreaner Cho Kwang-rae wurde. Beim Verband stand er zwei Jahre unter Vertrag. 2013 verpflichtete ihn der brasilianische Verein Madureira EC aus Rio de Janeiro. Nach einem Jahr zog es ihn nach Katar, wo er von Januar 2014 bis Mai 2014 beim Al-Shahania SC unter Vertrag stand. Buriram United, ein Erstligist aus Thailand, verpflichtete ihn im Juni 2014. Mit dem Verein aus Buriram gewann er 2014 und 2015 die Meisterschaft. Außerdem gewann er mit Buriram 2015 den FA Cup, Thai League Cup, Toyota Premier Cup und die Mekong Club Championship. 2016 gewann er mit Buriram zum zweiten Mal den Kor Royal Cup. Am 22. Mai 2016 trennte man sich im gegenseitigen Einvernehmen. Anfang November 2016 unterschrieb er in Chiangrai einen Vertrag beim Ligakonkurrenten Chiangrai United. Mit Chiangrai gewann er 2017 und 2018 den FA Cup. Den Thai League Cup und den Thailand Champions Cup gewann er 2018. Nach Vertragsende im Oktober 2018 ging er zum Thailändischen Fußballverband. Beim Verband übernahm er bis Juni 2019 die Juniorennationalmannschaften der U21 und der U23. Am 13. Juni 2016 nahm ihn der Erstligist Muangthong United unter Vertrag. Für den Verein aus Pak Kret, einem nördlichen Vorort der Hauptstadt Bangkok, stand er bis zum 19. Oktober 2020 unter Vertrag. Drei Tage später unterschrieb er einen Vertrag bei seinem ehemaligen Verein Buriram United. Dann folgten erst der Daegu FC aus Südkorea und von November 2022 bis Mai 2025 trainierte er den thailändischen Erstligisten Lamphun Warriors FC. Am 31. Mai 2025 stand er mit den Warriors im Finale des Ligapokals. Hier musste man sich jedoch Buriram United mit 2:0 geschlagen geben. Im Juni 2025 gab der Erstligist Port FC die Ernennung von Gama als Cheftrainer bekannt.

## Erfolge

### Trainer
Buriram United
- Thai Premier League: 2014, 2015
- FA Cup: 2015
- Thai League Cup: 2015
- Kor Royal Cup: 2015, 2016
- Mekong Club Championship: 2015

Chiangrai United
- FA Cup: 2017, 2018
- Thai League Cup: 2018
- Thailand Champions Cup: 2018

Lamphun Warriors FC
- Thai League Cup: 2024/25 (Finalist)

## Auszeichnungen
Thai Premier League
- Trainer des Jahres: 2015